# Hesperumia ochreata
Hesperumia ochreata är en fjärilsart som beskrevs av Alpheus Spring Packard 1873. Hesperumia ochreata ingår i släktet Hesperumia och familjen mätare. Inga underarter finns listade i Catalogue of Life.